# Yahya Gaier
Yahya Gaier (Amsterdam, 1974) is een Nederlandse acteur.
Gaier begon zijn carrière als acteur en mimespeler. Zijn grote voorbeeld waren Charlie Chaplin en Louis de Funès. Als acteur speelde hij de hoofdrol in onder andere de films Zombibi en Dummie de Mummie. Gaier speelde samen met Tygo Gernandt in de videoclip Slaap van The Opposites.

## Filmografie
Film
- 2003: Najib en Julia - Yusuf
- 2005: Het schnitzelparadijs - Mo
- 2006: Rafas Rules (korte film)
- 2006: 'n Beetje Verliefd - Ab
- 2007: Kicks - Ali
- 2010: Sterke verhalen - Achie
- 2011: Bennie Stout - Groteboekenpiet
- 2012: Zombibi - Aziz
- 2012: Swchwrm - Lakei
- 2014: Dummie de Mummie - Dummie
- 2015: Dummie de Mummie en de Sfinx van Shakaba - Dummie
- 2015: Fobia (korte film)
- 2017: Dummie de Mummie en de tombe van Achnetoet - Dummie

Televisieserie
- 2003: Najib en Julia - Yusuf
- 2008: Moes - Abdhul
- 2008: Het schnitzelparadijs - Mo
- 2010: Boijmans TV - Ab
- 2021: Captain Nova - Nas (in 2050)

- International Standard Name Identifier: 0000 0001 3272 4087
- Nederlandse Thesaurus van Auteursnamen: 298099403
- Virtual International Authority File: 282870652